# Andi Gutmans

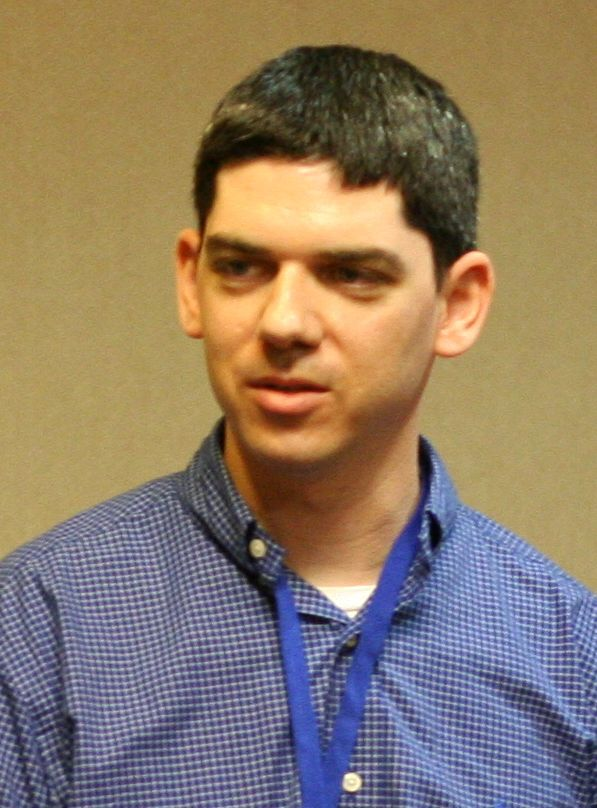

Andi Gutmans – izraelski programista zaangażowany w rozwój języka programowania PHP, współtwórca firmy Zend Technologies. Absolwent uczelni Technion w Hajfie. Gutmans i Zeev Suraski stworzyli w 1997 r. PHP 3. W 1999 napisali Zend Engine, rdzeń PHP 4 i założyli Zend Technologies (nazwa pochodzi od liter imion Zeev i Andi).
Gutmans jest członkiem Apache Software Foundation, w 1999 r. został też nominowany do FSF Award for the Advancement of Free Software (laureatem został wówczas Miguel de Icaza).
W 2004 napisał książkę „PHP 5 Power Programming”, wspólnie ze Stigiem Bakkenem i Derickiem Rethansem.